# Swainsona forrestii
Swainsona forrestii är en ärtväxtart som beskrevs av Alma Theodora Lee. Swainsona forrestii ingår i släktet Swainsona och familjen ärtväxter. Inga underarter finns listade i Catalogue of Life.